# 大阪市立味原小学校
大阪市立味原小学校（おおさかしりつ あじはら しょうがっこう）は、大阪府大阪市天王寺区にある公立小学校。
1992年に文部省より英語教育の研究校に指定されたことをきっかけに、一貫して英語活動に力を入れている。また2005年には大阪市教育委員会の「学校の緑化モデル事業」実施校に選定され、運動場の芝生化に取り組んでいる。

## 沿革
東区清堀地区（当時。現在の天王寺区味原・真田山地区）で2番目の小学校として、清堀小学校（廃校）より分離する形で1909年に創立した。
清堀第二尋常高等小学校の名称だったが、1927年には味原尋常高等小学校へと改称している。
1934年9月21日、室戸台風の暴風雨により校舎（南棟木造2階建て）が倒壊、下敷きとなった児童16名が死亡。また、訓導2人が児童の救出中に身代わりとなって殉職した。
1941年には国民学校令の実施により、大阪市味原国民学校に改称した。太平洋戦争の戦局悪化に伴い1944年以降学童疎開を実施することになり、味原校では中河内郡柏原町（現在の柏原市）・南高安村（現在の八尾市）への集団疎開を実施している。1945年6月15日の第四次大阪大空襲では校舎半焼の被害を受けた。
1947年の学制改革により大阪市立味原小学校に改称している。

### 年表
- 1909年（明治42年）4月 - 大阪市清堀尋常高等小学校として開校。
- 1922年（大正11年）4月 - 大阪市清堀第二尋常高等小学校に改称。
- 1927年（昭和2年）4月 - 大阪市味原尋常高等小学校に改称。
- 1934年（昭和9年） - 室戸台風で被災。
- 1941年（昭和16年）4月1日 - 国民学校令により、大阪市味原国民学校に改称。
- 1944年（昭和19年） - 学童疎開を実施。
- 1945年（昭和20年）6月 - 空襲で校舎半焼被害。
- 1947年（昭和22年）4月1日 - 学制改革により、大阪市立味原小学校に改称。
- 1989年（平成元年） - 大阪市教育委員会から、学校図書館の研究校に指定される。
- 1992年（平成4年） - 文部省より、英語教育の研究校に指定される。
- 2005年（平成17年） - 運動場の芝生化事業を開始。
- 2006年（平成18年）9月 - 運動場全面が芝生化される。

## 通学区域
- 大阪市天王寺区 舟橋町、小橋町、下味原町、味原町（一部を除く）、味原本町、東高津町（一部）。

卒業生は基本的に大阪市立高津中学校に進学する。
※東高津町の一部については、調整区域として大阪市立真田山小学校への就学先変更可能。

## 交通
- 地下鉄千日前線 鶴橋駅 北西へ約300m。
- 近鉄奈良線・大阪線、大阪環状線 鶴橋駅 北西へ約400m。
- 近鉄奈良線・大阪線・難波線 大阪上本町駅 東へ約950m。